# Тридесета египатска династија
Тридесета династија, из тзв. Касног периода Древног Египта, представља последњу династију домаћих староегипатских владара - фараона.
Основао ју је 380. г.п.н.e. Нектанебо I свргнувши претходног фараона Неферита II. Нектанебоу и његовим наследницима је приоритет владавине био да очувају независност Египта од Персијског царства, чији су владари Египат сматрали побуњеним сатрапима. Нектанебо и његов син Теос су у томе углавном имали успеха, али њихов наследник Нектанебо II 343. п. н. е. није могао да се одупре инвазији персијског краља Артаксеркса III па се прво из делте Нила повукао у Мемфис, а одатле је побегао у Напату код Нубијског краља Нестесена. Нектанебо је још две године имао номиналну власт у јужном Египту, а после тога су Персијанци преузели потпуну власт, а њихова династија Ахменида се у египатским хроникама наводи као тридесет прва династија.
Нектанебо II се због свега наведеног сматра последњим домаћим египатским владаром.